# Kegelfreunde Oberthal
Der Kegelfreunde Oberthal e. V. ist ein deutscher Kegelverein aus dem saarländischen Oberthal. Die Kegelfreunde Oberthal gehören zu den erfolgreichsten deutschen Kegelvereinen. Die Herren- und Damenmannschaft gehören der Bundesliga an.

## Deutscher Meister (Schere)
- Herren (21): 1993, 1994, 1995, 1999, 2000, 2002–2015, 2017, 2019
- Damen (8): 2004, 2005, 2006, 2013, 2016, 2017, 2018, 2019